# Stawki (Biała)
Stawki – część wsi Biała w Polsce położona w województwie śląskim, w powiecie kłobuckim, w gminie Kłobuck.